# Mimetes cucullatus
Mimetes cucullatus (лат.) — вид растений рода Mimetes семейства Протейные (Proteaceae). Это вечнозелёный прямостоящий округлый кустарник, почти без ветвей, достигающий высоты от 1 до 2 м. Является одним из наиболее распространённых видов в роде, способных выдерживать относительно широкий спектр условий окружающей среды.

## Описание
Mimetes cucullatus — вечнозелёный прямостоящий кустарник высотой 1—2 м, в земле у него — твёрдый древесный клубень, из которого поднимаются несколько стеблей. Стебли — прямостоящие толщиной 3—8 мм, в основном не ветвятся, молодые побеги покрыты серыми волосками, которые стираются со временем.
Листья — очередные, от очень узких до широких эллиптических или обратнояйцевидных, длиной 2,5—5,5 см и шириной 0,5—2 см. Молодые листья — алого цвета, зеленеют ниже по стеблю. Листья, которые образуют цветочные головки, отогнуты назад от средней линии и во время цветения имеют алый цвет в верхних частях, постепенно переходящий от желтоватого до зелёного в основании или полностью желтоватые с зелёным основанием или светло-оранжевые.

## Ареал

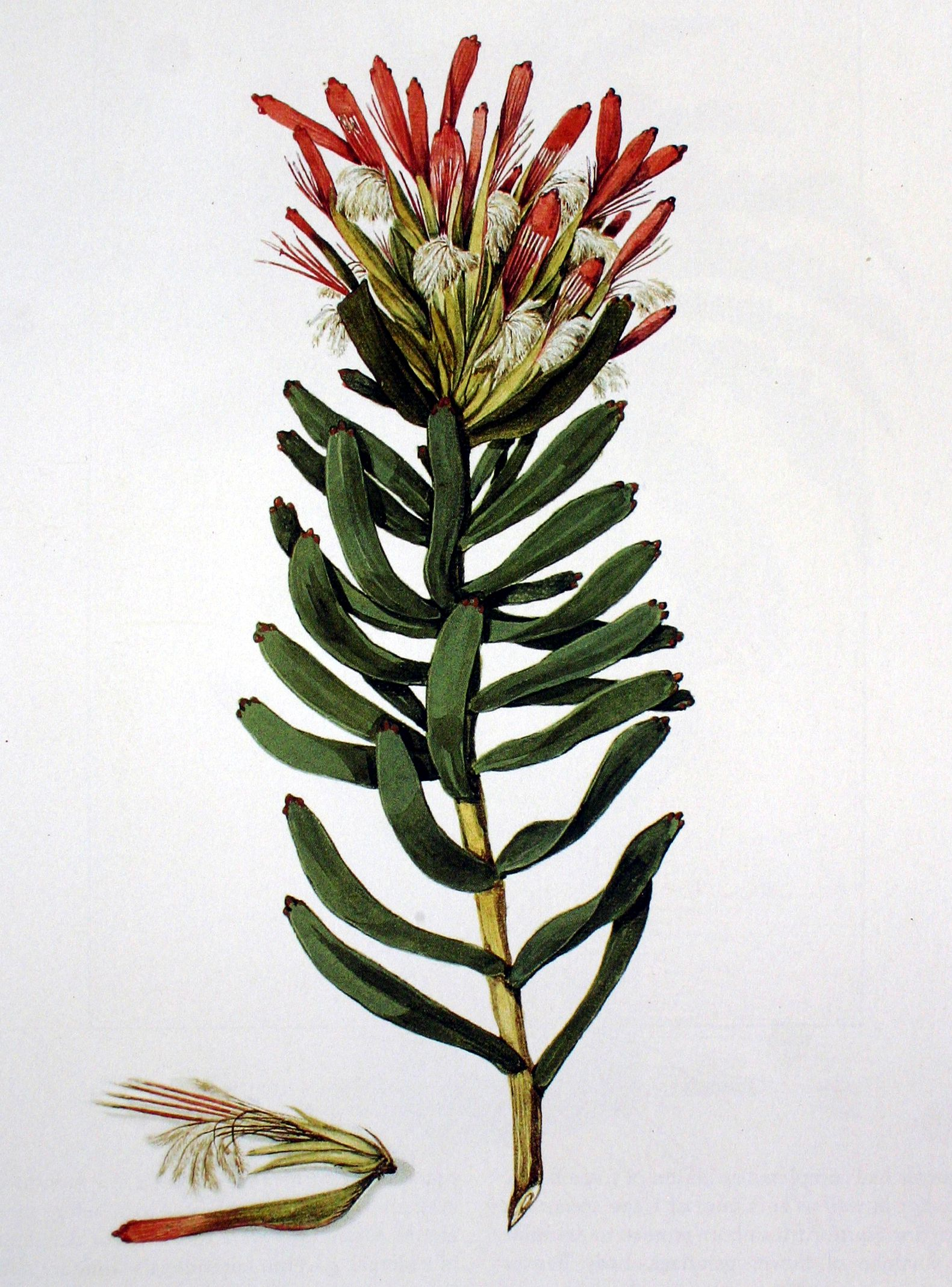
Mimetes capitulatus (акварель около 1700 года).

M. cucullatus является самым распространенным видом рода Mimetes, который встречается на западе от долины реки Улифантс, около города Портервилл на севере, Капского полуострова на юго-западе и до хребта Лангеберх на востоке. Особенно распространён вдоль побережья между Хенгклипом около залива Прингл в области Kogelberg до Бредасдорпа. Существует три отдельные популяции вида в горах Куга, Кляйн-Свартберг и Руиберг; изолированной горе в центре Малого Кару и на Потберге. Возможно, раньше ареал был больше, но из-за повышенной сухости в регионе уменьшился.

## Экология
M. cucullatus относится к растениям, которые после пожара выпускают новые побеги из своего клубня. Это необычно для видов этого рода, так как у всех остальных видов после пожара прорастают семена, но взрослые растения от огня погибают.
Имеет кластерные корни, которые увеличивают поглощение питательных веществ, что позволяет ему расти в почвах с низким содержанием питательных веществ. Этот вид, наряду с другими представителями рода Mimetes, приспособлен к опылению птицами. Имеет особые железы на кончиках листьев, которые вырабатывают нектар, привлекающий муравьёв. Последние могут защищать растения от травоядных насекомых. Кроме того, муравьи являются основными распространителями семян.

## История изучения
Вид впервые упомянут Леонардом Плукенетом в своей книге «Опера 2» («Amalgest») в 1696 году, в которой описывает его как «Leucadendros Africana»: африканское белое дерево с верхушкой артишока, узкие листья с кончиками, имеющими три зубца. В 1753 году Карл Линней представил первое достоверное описание и назвал его Leucadendron cucullatum, но затем изменил своё мнение и в 1771 году перевёл Leucadendron в Protea, назвав вид Protea cucullata. Ричард Энтони Солсбери назвал вид Mimetes lyrigera в 1809 году, но это было нелегитимное название, так как он утверждал, что оно идентично Leucadendron cucullatum, поэтому вид должен был принять более стаоре видовое название. В 1810 году Роберт Броун назвал вид Mimetes cucullatus. Карл Мейсснер в 1856 году описал раздел Proteaceae в серии «Prodromus Systematis Naturalis Regni Vegetabilis» Альфонса Луи Пьер Пирамю Декандоль, указал две формы вида M. cucullatus var. brevifolia и var. ludwigii. Эрнст Готлиб фон Штёйдель создал в той же публикации M. ludwigii, но без надлежащего описания. Мишель Гандоже выделил в 1901 году еще три формы: M. mixta, M. cucullatus var. dregei и M. cucullatus forma laxa. Гандоже и Ханс Шинц в 1913 году подняли их до уровня видов, назвав их M. dregei и M. laxifolia. В том же году Гандоже выделил ещё одну форму, создав M. schinziana. Джон Патрик Рурк посчитал, что вид отличается разнообразием и сделал заключение, что все эти названия следует рассматривать как синонимы Mimetes cucullatus.
Видовой эпитет лат. cucullātus означает «капюшонный».

## Культивирование
M. cucullatus — это растение, популярное для садов дикой природы. Растение хорошо реагирует на сильную обрезку, что делает его подходящим в качестве срезанного цветка.